# Ulica Świdnicka we Wrocławiu

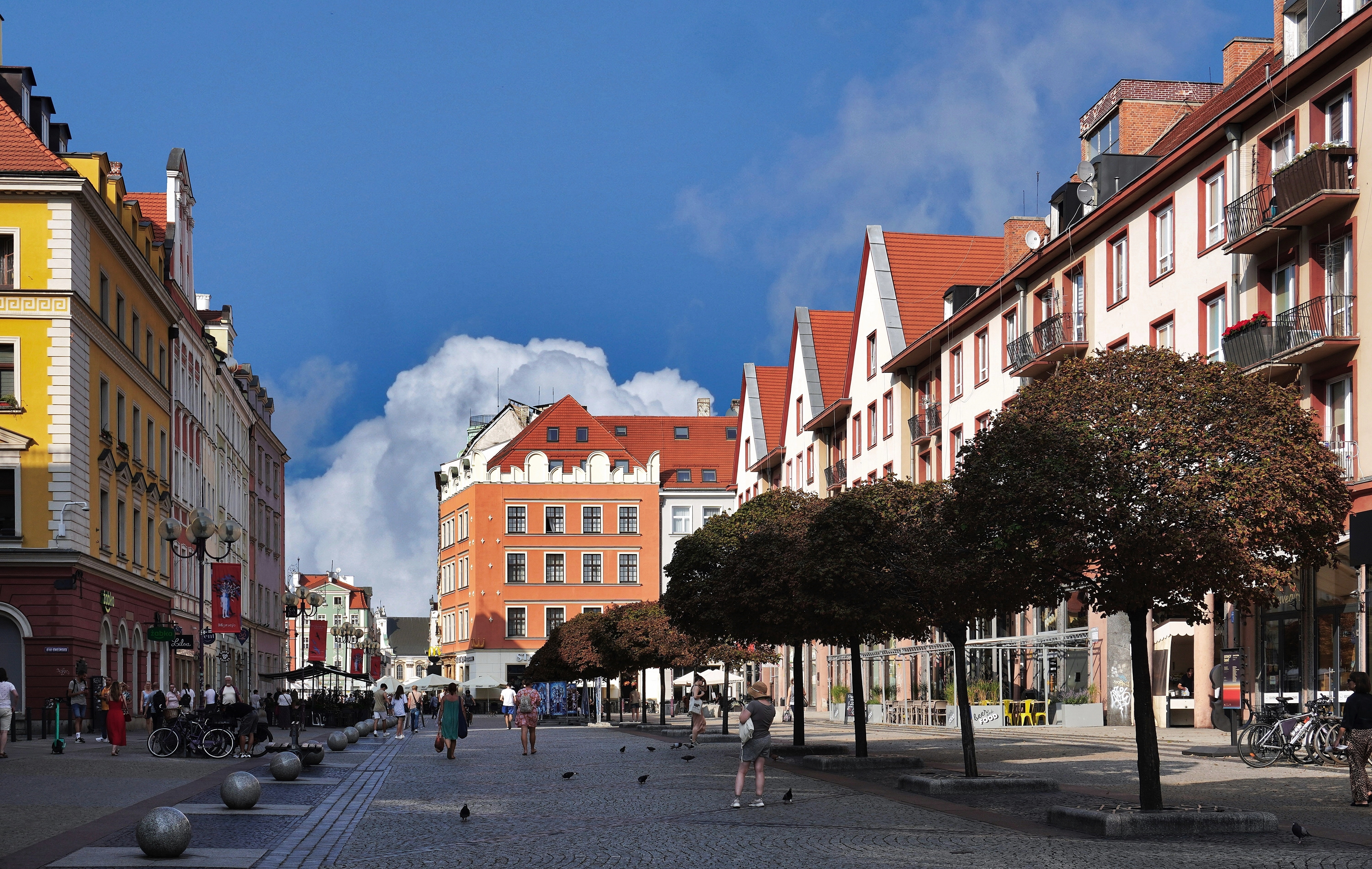
Widok od ulicy Kazimierza Wielkiego na północ

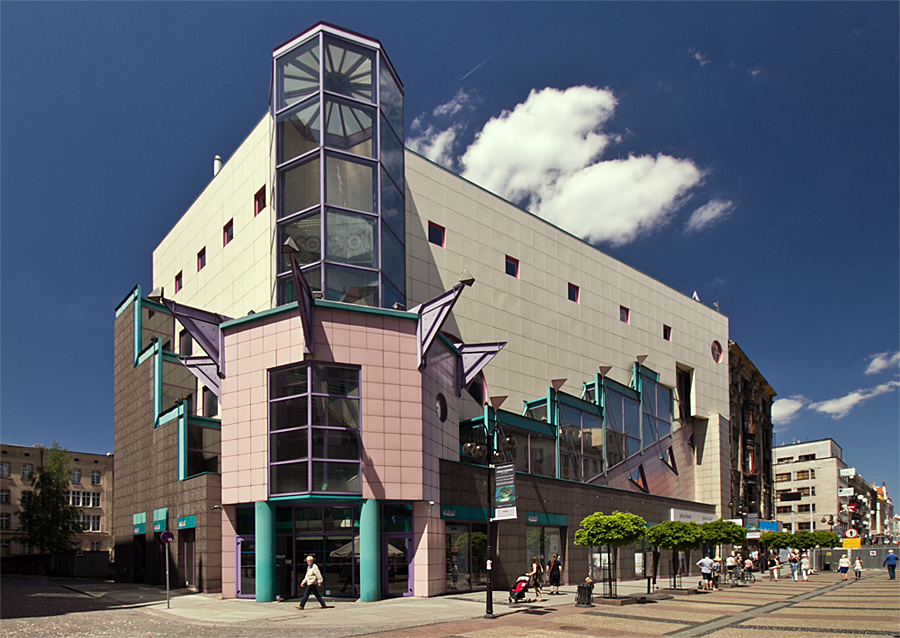
Dom towarowy Solpol I, zburzony w 2022

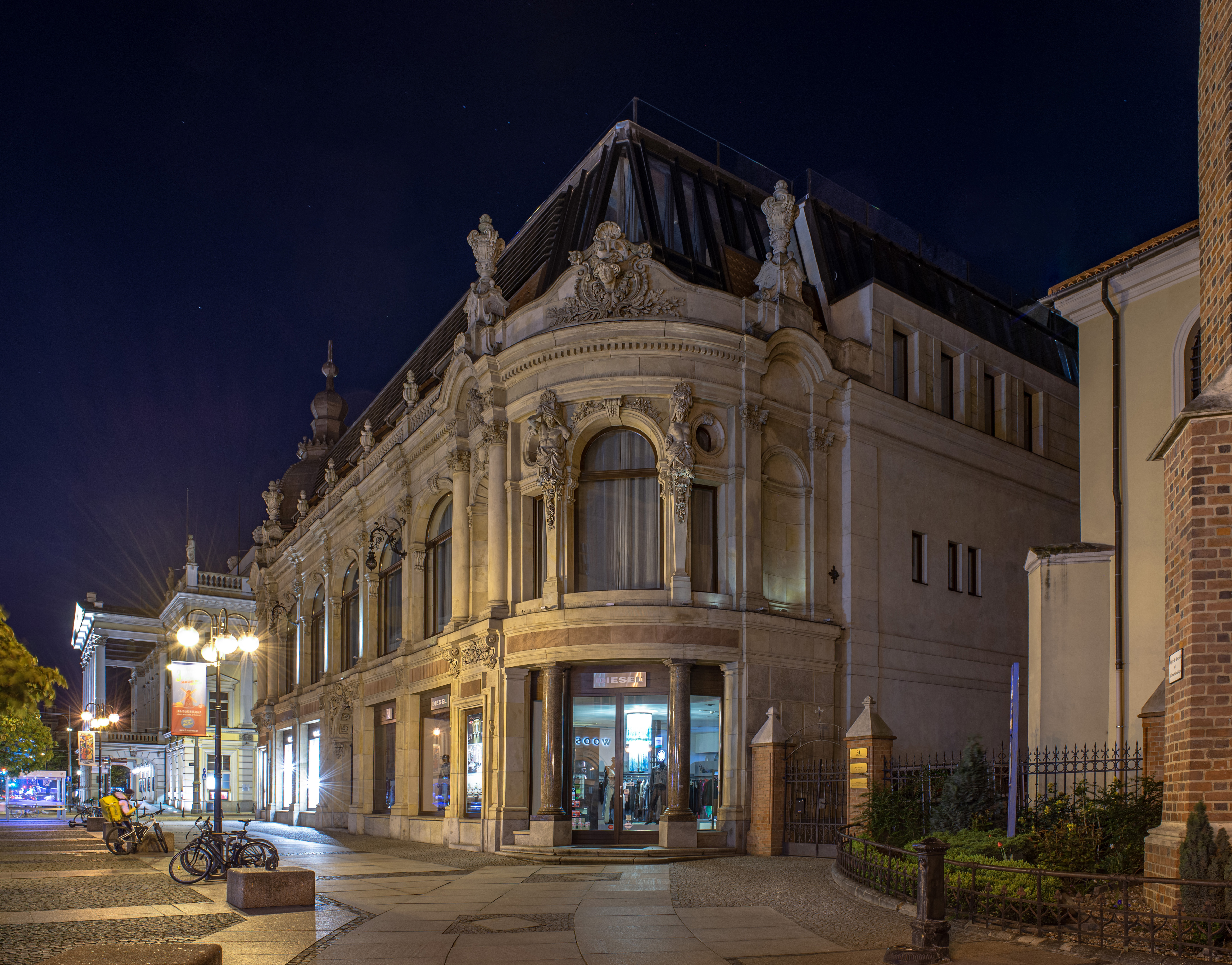
Hotel Monopol nocą

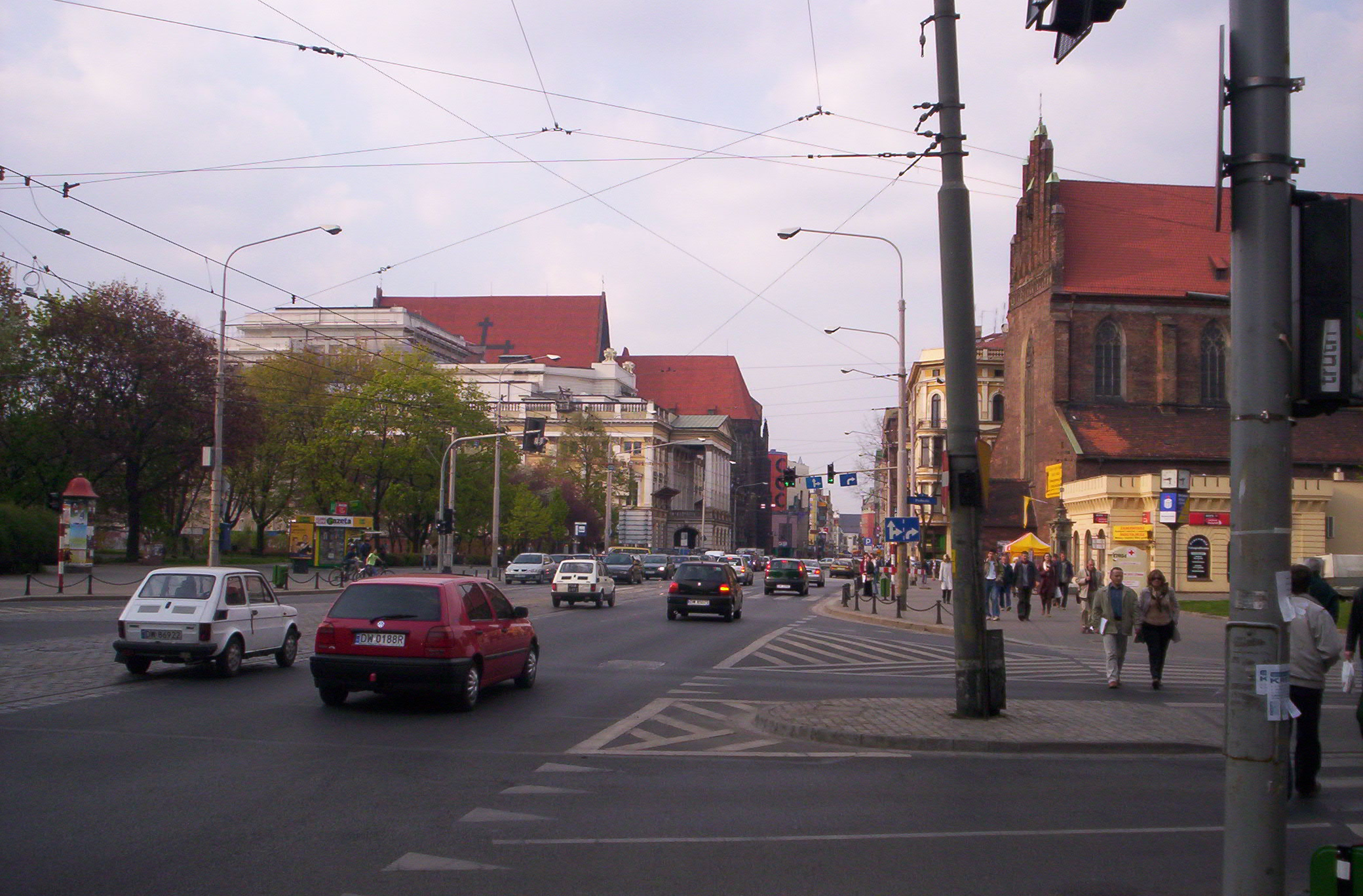
Miejsce po Zewnętrznej Bramie Świdnickiej w widoku ze skrzyżowania z Podwalem

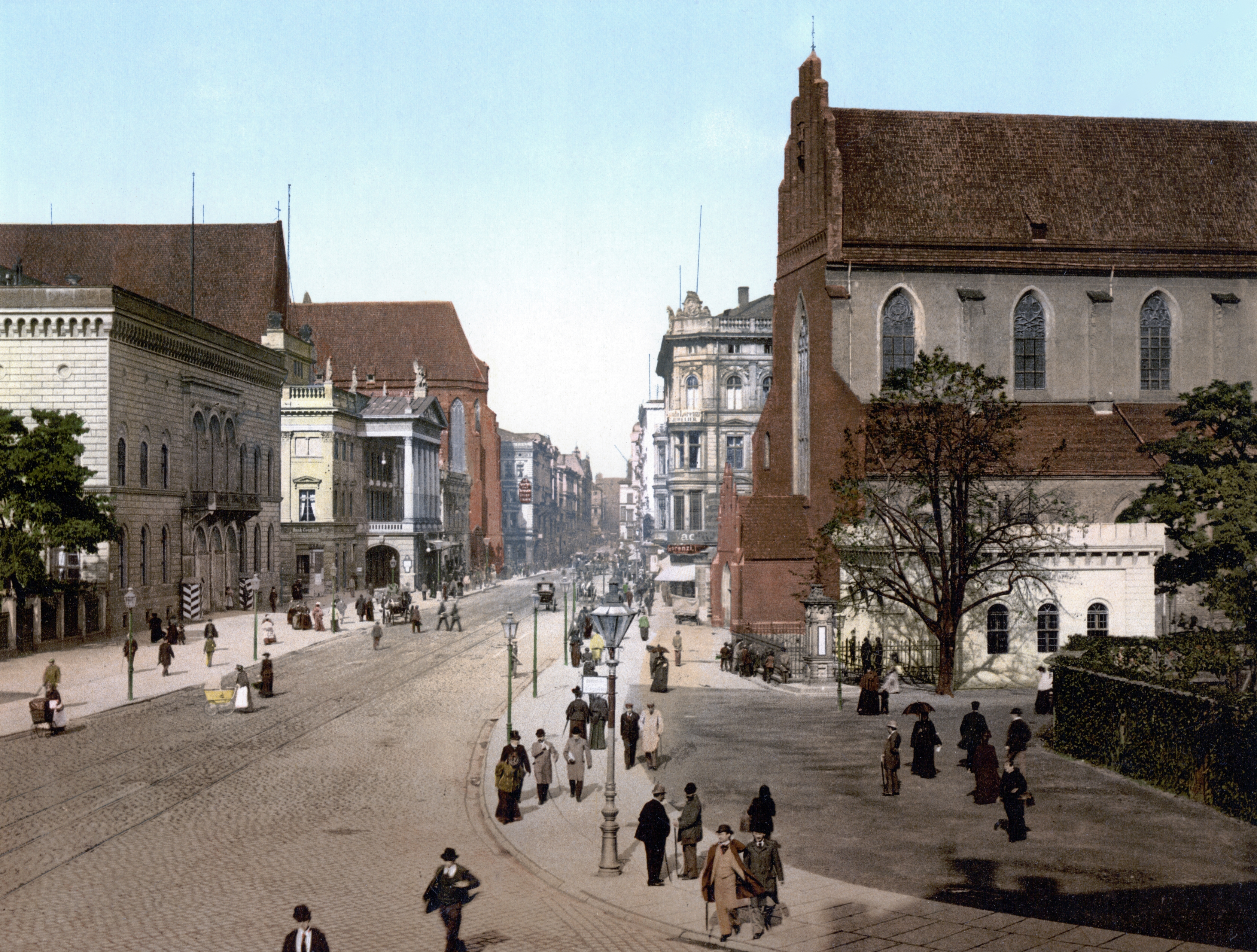
To samo miejsce w końcu XIX w.

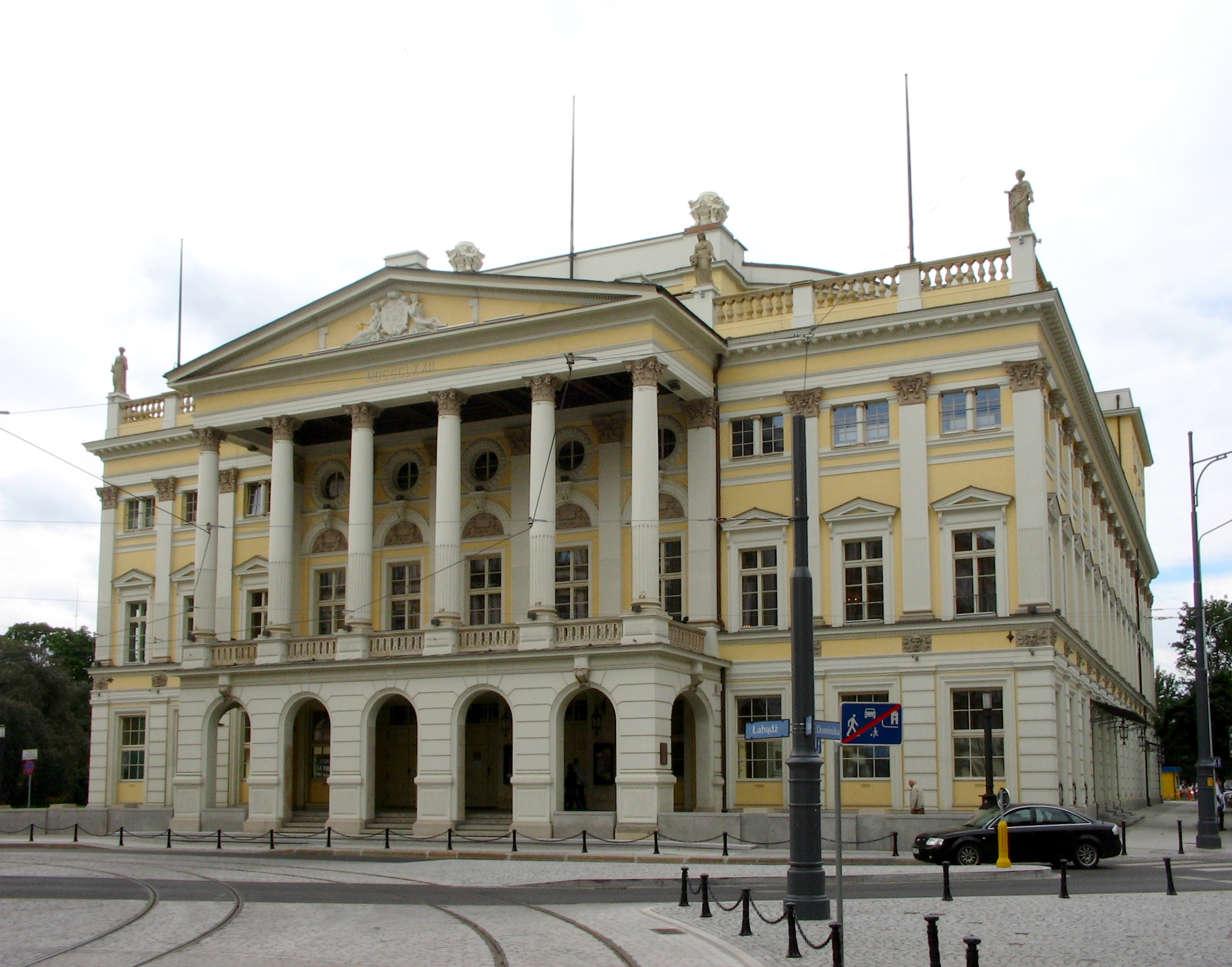
Opera Wrocławska

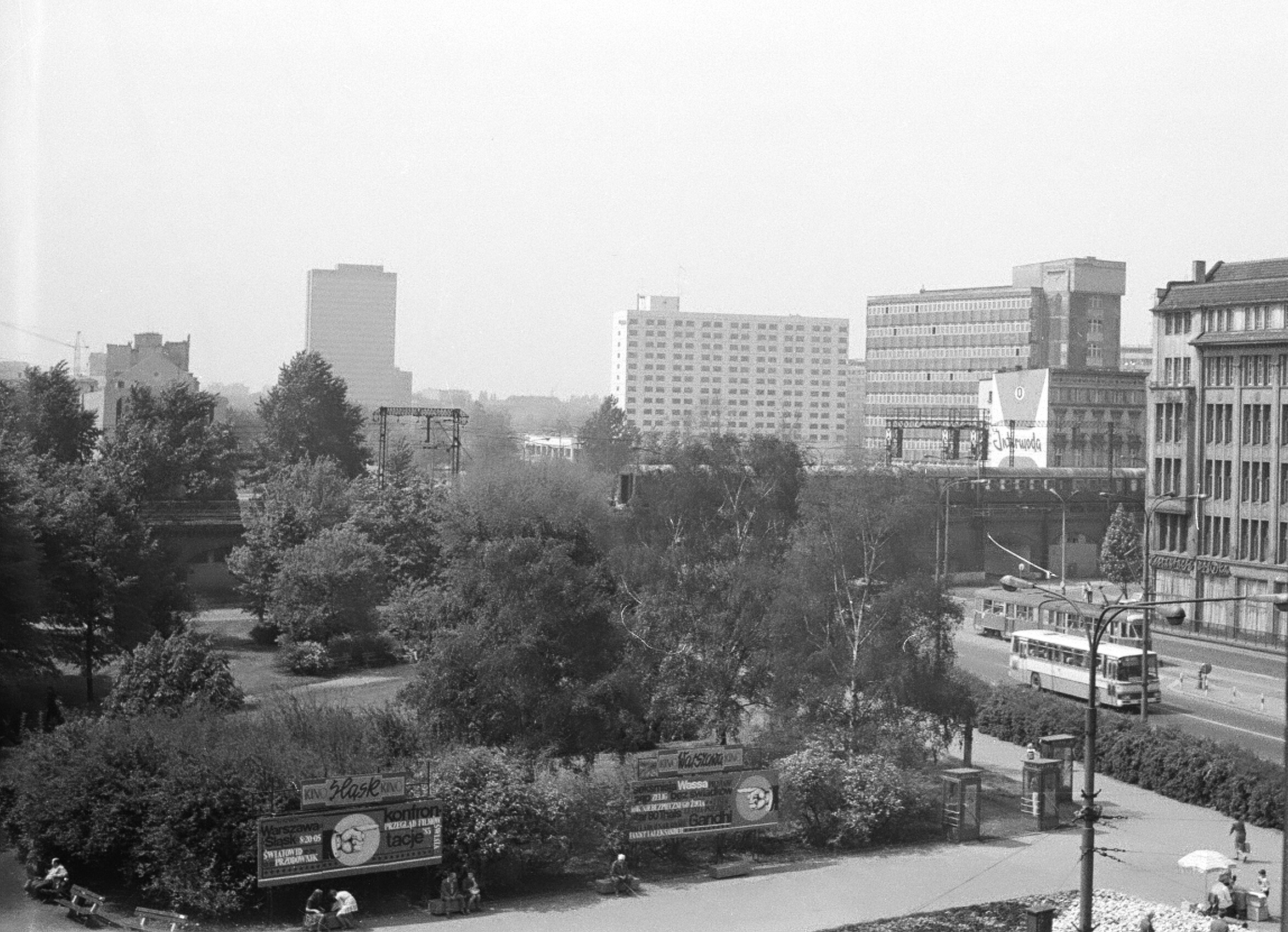
Ulica kończy się przy wiadukcie kolejowym (foto. z 1983)

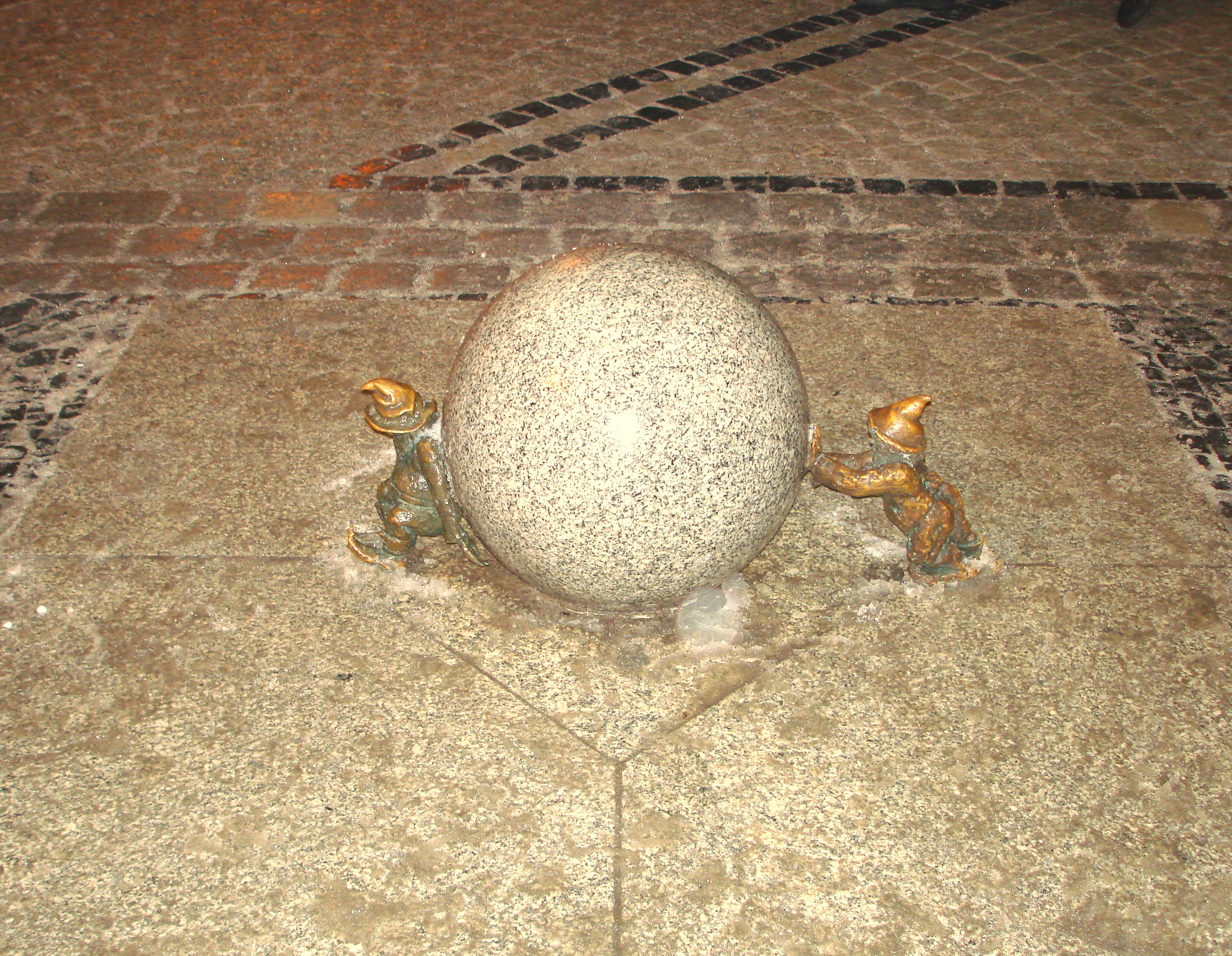
Krasnale Syzyfki na ulicy Świdnickiej

Ulica Świdnicka (niem. Schweidnitzer Straße) – jedna z głównych ulic Wrocławia, wybiegająca z południowo-wschodniego naroża Rynku w kierunku południowym.

## Historia ulicy
Powstała w czasie średniowiecznej lokacji miasta ulica wchodzi w skład ortogonalnej siatki ulic Starego Miasta. Już w 1303 wzmiankowana jako platea swidnicensis, a w 1345 jako swidnische gassin, następnie znana była jako Schweidnitzer Gasse, później (od ok. 1840) Schweidnitzer Straße, jako że prowadziła w kierunku Świdnicy. Przed II wojną światową uchodziła za najbardziej elegancką ulicę miasta i w skrócie zwana była Schwo. Po wojnie przetłumaczono jej nazwę na Świdnicką, a południową część nazwano imieniem Aleksandra Fredry; wkrótce potem całość ulicy otrzymała nazwę Stalingradzkiej, a w 1957 powróciła do miana Świdnickiej.
Ulica ma mieszany charakter wielkomiejski, kulturalno-handlowy, przy czym dwa duże kościoły poklasztorne w kontekście są unikatowe. Północna część ulicy, od Rynku do placu Teatralnego została w latach 1997–2004 zamieniona w strefę pieszą. W latach 70. XX wieku przedzielono ulicę trasą tranzytową, łącząc jednak obie jej części przejściem podziemnym, ze względu na mało ergonomicznie dobrane wymiary stopni zwane schodami dziwnych kroków. Stanowiło ono miejsce wystąpień politycznych Pomarańczowej Alternatywy, co upamiętnia dziś pomnik krasnala po jego północnej stronie. W przejściu mieścił się bar "Kąsek". W 2018 oddano do użytku zwężone przejście, przy którym mieściło się Centrum Innowacji, a później Przejście Dialogu.

## Przebieg ulicy i znaczniejsze obiekty
Ulica Świdnicka ma łączną długość ok. 1050 m. Pod względem historycznym oraz przestrzennym można ulicę podzielić na trzy odcinki:

### Odcinek północny
Najstarszy odcinek północny prowadzi z Rynku do dawnej miejskiej fosy wewnętrznej i Wewnętrznej Bramy Świdnickiej (okolice obecnego przejścia podziemnego pod ul. Kazimierza Wielkiego). Odcinek ten został znacznie poszerzony po II wojnie światowej, gdy nową zabudowę strony wschodniej odsunięto o około 20 m. Od 1997 jest to strefa piesza.
- Zabudowa zachodniej strony ulicy:
  - dom towarowy Paul Schottländer przy skrzyżowaniu z ul. Ofiar Oświęcimskich (nr 5, obecnie H&M), historyzujący z 1897, arch. Karl Grosser
  - dawny dom handlowy rzemiosła artystycznego Wilhelm Knittel na północno-zachodnim narożniku skrzyżowania z ul. Kazimierza Wielkiego (ul. Świdnicka 8), modernistyczny z 1929, arch. Max Strassburg. Do końca XIX wieku znajdowały się w tym miejscu stajnie miejskie, wzmiankowane w 1346
  - dalej na południe znajdował się podobny stylistycznie dom handlowy Bielschowski z 1930 projektu Hermanna Wahlicha, rozebrany w czasie budowy Trasy W-Z
- Po wschodniej stronie znajdował się m.in. pałac rodziny Kornów. Obecnie całą wschodnią stronę zajmuje budynek mieszkaniowy projektu arch. W. Czerechowskiego, Anny i Jerzego Tarnawskich, Ryszarda Natusiewicza i Ryszarda Jędraka ze spadzistym dachem i wydatnymi szczytami.

### Odcinek środkowy
Środkowy odcinek prowadzi od dawnej Wewnętrznej Bramy Świdnickiej do Zewnętrznej Bramy Świdnickiej i Fosy Miejskiej, na obszarze włączonym do miasta zapewne w 1261. W 2004 rozszerzono strefę pieszą na znaczną część tego odcinka. Na południe od placu Teatralnego ulica jest przejezdna dla samochodów, w jezdni znajduje się ponadto dwutorowe torowisko tramwajowe.
- Po zachodniej stronie znajdują się:
  - dom towarowy M. Gerstel (nr 17-19, obecnie Raport), secesyjny z 1905–1912, arch. Alvin Wedemann
  - dom towarowy Solpol I (nr 21) z 1993, postmodernistyczny, arch. Wojciech Jarząbek
  - kościół św. Stanisława, św. Doroty i św. Wacława - gotycki, prezbiterium znajduje się przy ul. Świdnickiej, wejście zaś z przeciwnego końca budynku
  - dom towarowy i hotel Monopol (nr 33), neobarokowe z 1891–1892 i 1899, arch. Karl Grosser
  - Opera Wrocławska, klasycystyczna z 1841, arch. Carl Ferdinand Langhans, późniejsze przebudowy Karl Lüdecke i Karl Schmidt
  - pomnik ofiar stalinizmu
- Po stronie wschodniej:
  - domy towarowy Solpol II (nr 18-20) z 1996 (naprzeciw Solpolu I), postmodernistyczny, arch. Wojciech Jarząbek
  - Teatr Kameralny (scena Teatru Polskiego, w oficynie)[4]
  - dawny dom handlowy Schottländer na północno-wschodnim narożniku skrzyżowania z placem Teatralnym, z 1910, w żelbetowej konstrukcji, arch. Richard i Paul Erhlich
  - kamienica Moritza i Leopolda Sachsów na południowo-wschodnim narożniku tegoż skrzyżowania, arch. Carl Schmidt
  - kościół Bożego Ciała - gotycki
  - dawny odwach, neorenesansowy, przebudowany w latach 40. XIX w. z dawniejszej budowli (około poł. XVIII w.)
  - pomnik konny Bolesława Chrobrego, wzniesiony dzięki inicjatywie Fundacji Pro Wratislavia (K.Wójcik, T.Kabat, K.Mironowicz), autorstwa Doroty Korzeniewskiej, odsłonięty we wrześniu 2007. Wcześniej znajdował się w tym miejscu skwer z abstrakcyjną rzeźbą, a do 1945 monumentalny konny pomnik cesarza Wilhelma I, autorstwa Christiana Behrensa.

### Południowy odcinek i plac Tadeusza Kościuszki
Zewnętrzny odcinek od Fosy i skrzyżowania z Podwalem do estakady kolejowej początkowo zwany był Nową Ulicą Świdnicką (Neue Schweidnitzer Straße), a po wojnie krótko nosił imię Aleksandra Fredry. Odcinek ten powstał na początku XIX wieku, po zburzeniu fortyfikacji. Na skrzyżowaniu z ul. Marszałka J. Piłsudskiego znajduje się jedyne większe załamanie kierunku ulicy.
Dominującą formą przestrzenną południowego odcinka ul. Świdnickiej jest plac Tadeusza Kościuszki (niegdyś Tauentzienplatz), wytyczony po wyburzeniu fortyfikacji (po 1807), kwadratowy o boku 150 m, z czterema ulicami wybiegającymi pośrodku pierzei, oparty na wzorcach francuskiego klasycyzmu. Na tym placu Świdnicka krzyżuje się z prostopadłą do niej ul. Kościuszki, dawniej Tauentzien Straße. Do końca II wojny światowej w centrum placu znajdował się pomnik nagrobny F. B. Tauentziena, wzniesiony jeszcze przed powstaniem placu, w 1795. Obecnie centralny skwer placu nosi imię Solidarności Walczącej.
Przy południowym odcinku ulicy znajdują się następujące znaczniejsze budynki:
- Dom towarowy Wertheim (nr 40, ob. Renoma), modernistyczny, arch. Hermann Dernburg. Uprzednio znajdował się w tym miejscu m.in. neorenesansowy hotel Residenz, wcześniej zwany Galisch, z 1863, arch. T. Milczewski.
- zespół mieszkaniowy Kościuszkowska Dzielnica Mieszkaniowa (tzw. Arkady), socrealistyczny z lat 1954–1958, wzniesiony w miejscu zniszczonych w czasie wojny licznych historyzujących kamienic czynszowych, arch. Roman Tunikowski. Wzdłuż odcinka Świdnickiej pomiędzy pl. Kościuszki a ul. Piłsudskiego znajdują się podcienia.

Przy północnym odcinku:
- Dom Towarowy „Podwale” we Wrocławiu z 1908 roku, obecnie Świdnicka 37/Podwale 37-38